# Араукарија
Араукарија (лат. Araucaria) биљни је род из породице Araucariaceae. Име је добио по индијанском племену Арауканцима.
Араукарија је распросрањена у Јужној Америци, на Фениксовим острвима и у Аустралији.

## Врсте
1. Araucaria angustifolia
2. Araucaria araucana
3. Araucaria bernieri
4. Araucaria bidwillii
5. Araucaria biramulata
6. Araucaria columnaris
7. Araucaria cunninghamii
8. Araucaria goroensis
9. Araucaria heterophylla
10. Araucaria humboldtensis
11. Araucaria hunsteinii
12. Araucaria laubenfelsii
13. Araucaria luxurians
14. Araucaria montana
15. Araucaria muelleri
16. Araucaria nemorosa
17. Araucaria rulei
18. Araucaria schmidii
19. Araucaria scopulorum
20. Araucaria subulata